# هندسة اجتماعية

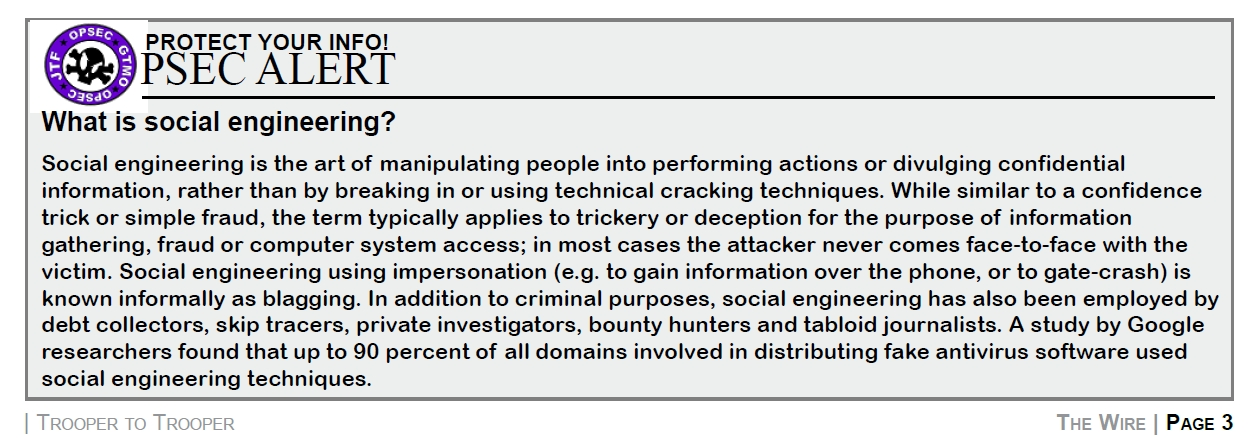

الهندسة الاجتماعية هو تخصص في العلوم الاجتماعية يدرس الجهود المبذولة للتأثير على الموقف الشعبي والسلوك الاجتماعي على نطاق واسع، سواء من قبل الحكومة أومجموعات خاصة.
المهندس الاجتماعي هو من يحاول التأثير على المواقف الشعبية والسلوك الاجتماعي، وإدارة الموارد على نطاق واسع. ومن هذا المنطق تكون الهندسة الاجتماعية عبارة عن تطبيق منهج علمي من أجل دراسة الاهتمام الاجتماعي. حيث يستخدم المهندسون الاجتماعيون الأساليب العلمية لتحليل وفهم النظم الاجتماعية، وذلك للتوصل إلى قرارات مناسبة كعلماء، وليس كسياسيين. حيث يسمى نظير الهندسة الاجتماعية في المجال السياسي بالهندسة السياسية.
وصنع القرار يمكن أن يؤثر على سلامة وبقاء المليارات من الناس. والفكرة كما عبر عنها عالم الاجتماع الألماني فرديناند تونيس في دراسته:المشاكل الحالية للبنية الاجتماعية،  أن المجتمع لم يعد قادرا على العمل بنجاح باستخدام أساليب عفا عليها الزمن من الإدارة الاجتماعية. لتحقيق أفضل النتائج، يجب أن تستخدم لأجل جميع الاستنتاجات والقرارات التقنية الأكثر تطورا والتي تشمل بيانات إحصائية موثوق بها، ويمكن تطبيقها على النظام الاجتماعي. وبعبارة أخرى، الهندسة الاجتماعية هي نظام علمي يستند إلى البيانات يستخدم لوضع تصميم مستدام وذلك لتحقيق الإدارة الذكية لموارد الأرض وفقا لأعلى مستويات الحرية والازدهار والسعادة لاجل مجموعة من السكان.
ولكن ولأسباب مختلفة اشبع هذا المصطلح بدلالات سلبية. ومع ذلك، يمكن اعتبار أن القانون كله والمراسيم الحكومية تسعى للتأثير لاجل تغيير السلوك ولذلك يمكن اعتبارها «هندسة اجتماعية» إلى حد ما. الحظر على القتل والاغتصاب والانتحار والأوساخ كلها سياسات تهدف إلى تثبيط السلوكيات غير المرغوب فيها. في الفقه البريطاني والكندي، تغيير المواقف العامة حول سلوك يقبل باعتباره واحد من المهام الرئيسية للقوانين التي تحظر ذلك. تعمل الحكومات أيضا على التأثير على السلوك من خلال الحوافز والمثبطات التي هي في صلب السياسة الاقتصادية والسياسة الضريبية.

## لمحة تاريخية
أُدْخِلَ مصطلح مهندسين اجتماعيين في مقال كتبه الصناعي الهولندي جي سي فان ماركن في عام 1894. كانت الفكرة أن أرباب العمل الحديث يحتاجون لمساعدة من المتخصصين - «المهندسين الاجتماعيين» - في التعامل مع مشاكل الإنسان ، كما أنهم يحتاجون إلى الخبرة التقنية (المهندسين العاديين) للتعامل مع مشاكل المادة (المواد والمعدات والعمليات). ثم احضر هذا المصطلح لأمريكا في عام 1899، عندما أطلق أيضا مفهوم «الهندسة الاجتماعية» كاسم لمهمة مهندس اجتماعي في هذا المعنى. وكان «الهندسة الاجتماعية» عنوان مجلة صغيرة في عام 1899 (سميت بعد ذلك في عام 1900 «الخدمة الاجتماعية»)، وعام 1909 في عنوان كتاب من قبل رئيس تحريرها السابق، ويليام تولمان (الكلمة بالفرنسية في عام 1910)، وضع نهاية استخدام هذا اللمصطلح للمعنى الذي أطلقه لاجله فان ماركن. عالم الاجتماع ادوين L. إرب وبكتابهالمهندس الاجتماعي، الذي نشر خلال «جنون الكفاءة» للعام 1911 في الولايات المتحدة، تم إطلاق استخدام المصطلح الذي أصبح منذ ذلك الحين وفق معنى معياري: مبني على استعارة معنوية للعلاقات الاجتماعية كأجهزة،  ويجب التعامل معها بالطريقة المهندس التقنية.
قبل أن ينخرط المرء في الهندسة الاجتماعية، يجب عليه أن يحصل على معلومات موثوق بها عن المجتمع الذي يستهدفه في عمله وأن يكون لديه أدوات فعالة لتنفيذ الأعمال الهندسية. وكلاهما أصبح متاحا في الآونة الأخيرة نسبيا: تقريبا ضمن مائة سنة الماضية. مكّن تطور العلوم الاجتماعية من جمع وتحليل المعلومات حول المواقف والاتجاهات الاجتماعية، وهو أمر ضروري من أجل الحكم على الحالة الأولية للمجتمع قبل تنفيذ أي محاولة هندسية قد تنجح أو تفشل عند التنفيذ. في الوقت نفسه، وفر تطور تكنولوجيا الاتصالات الحديثة ووسائل الإعلام الأدوات التي من خلالها أمكن تطبيق الهندسة الاجتماعية.
بينما يمكن أن تقوم أي منظمة بالهندسة الاجتماعية. سواء كانت كبيرة أو صغيرة، عامة أو خاصة، الحملات الأشمل (وغالبا ما تكون الأكثر فعالية) من الهندسة الاجتماعية هي تلك التي بدأتها الحكومات المركزية القوية.
فقد نفذت حملات فائقة الشدة للهندسة الاجتماعية في البلدان ذات الحكومات الاستبدادية. في العشرينات من القرن العشرين، شرعت الحكومة في الاتحاد السوفياتي بحملة لتغيير جذري في السلوك والمثل العليا للمواطنين السوفيتيين، لتحل محل الأطر الاجتماعية القديمة لروسيا القيصرية مع ثقافة السوفيتية جديدة، لخلق الإنسان السوفيتي الجديد. السوفيتيون استخدموا الصحف، والكتب، والأفلام، والترحيل الجماعي، وتكتيكات التصميم المعماري حتى لتكون بمثابة «مكثف اجتماعي» لتغيير القيم الشخصية والعلاقات الخاصة. هناك أمثلة مشابهة في الصين و «القفزة الكبرى إلى الأمام» وبرنامج «الثورة الثقافية» وخطة الخمير الحمر للتخلي عن المدنية في كمبوديا. بينما تحاول سياسات الإسكان الحكومية في سنغافورة، لتعزيز خليط من جميع الأجناس داخل كل حي سكني من أجل تعزيز التماسك الاجتماعي والولاء الوطني من خلال توفير السكن للمواطنين بأسعار معقولة. [بحاجة لمصدر]
الأنظمة غير الاستبدادية تميل إلى اعتماد حملات الهندسة الاجتماعية أكثر استدامة تنتهج سبلا تدريجية ا، ولكن في نهاية المطاف تحقق تغييرا بعيد المدى. ومن الأمثلة على ذلك «الحرب على المخدرات» في الولايات المتحدة، زيادة التزام حقوق الملكية الفكرية وحقوق الطبع والنشر، وتعزيز الانتخابات كأداة سياسية. كانت حملة الترويج للانتخابات، والتي هي حتى الآن الأكثر نجاحا في الأمثلة الثلاثة، تحت التطبيق لأكثر من قرنين من الزمان.
لاحظ المنظرين الاجتماعية لمدرسة فرانكفورت في ألمانيا فايمار مثل تيودور أدورنو ظاهرة جديدة من الثقافة الجماهيرية وعلق على قدرتها الجديدة على التلاعبعند ادى صعود النازيين إلى طردهم من البلاد حوالي عام 1930 (وكثير منهم أصبح على اتصال مع معهد للبحوث الاجتماعية في الولايات المتحدة). لم يكن النازيون أنفسهم غرباء على فكرة التأثير في المواقف السياسية وإعادة تعريف العلاقات الشخصية. كانت آلة الدعاية النازية بيدجوزيف غوبلز، أداة مزامنة متطورة وفعالة لخلق الرأي العام.
وفي سياق مماثل حاولالمجلس العسكري اليوناني في 1967-1974 توجيه الرأي العام اليوناني ليس فقط عن طريق الدعاية ولكن أيضا عن طريق اختراع الكلمات والشعارات مثل palaiokommatismos (القديمة الحزبية)، ELLAS Ellinon Christianon (اليونان من اليونانيين المسيحيين) جديدة، و Ethnosotirios Epanastasis (ثورة لإنقاذ الأمة، وهذا يعني انقلاب d'état).
الهندسة الاجتماعية يمكن استخدامها كوسيلة لتحقيق مجموعة واسعة من نتائج مختلفة، كما يتضح من مختلف الحكومات والمنظمات الأخرى التي استخدمت فيها. أصبحت مناقشة احتمالات هذا التلاعب حية أكثر وخاصة في أعقاب الحرب العالمية الثانية، مع ظهور التلفزيون، واستمرار مناقشة تقنيات الهندسة الاجتماعية، ولا سيما في مجال الإعلان، لا يزال قائما إلى حد بعيد في النموذج الغربي لرأسمالية المستهلك.
في مصر 2013 استخدمت وسائل الاعلام من قيل المجلس العسكري في خلع الرئيس المنتخب محمد مرسي. مما أدي الي مذبحة رابعة العدوية بعد طلب اللواء عبد الفتاح السيسي تفويضا من الشعب لفض اعطصام رابعة، واستخدم الاعلام حين ذاك لمهاجمة الروي الاخري والتوجيه ومنع الاعلام المعارض وحبس الصحفيين بشكل غير مسبوق وحجب لمواقع الإنترنت المعارضة كالموقع الرسمي لشبكة الجزيرة و شبكة تور (Tor).

## كارل بوبر
في كتابه الكلاسيكي كتاب العلوم السياسية، المجتمع المفتوح وأعداؤه، المجلد الأول،  فترة أفلاطون، درس كارل بوبر تطبيق أساليب علمية هامة وعقلانية على مشاكل المجتمع المفتوح. وقدم في هذا الصدد تمييزا حاسما بين مبادئ الهندسة الاجتماعية الديمقراطية (ما سماه «هندسة اجتماعية بطيئة وتدريجية») والهندسة الاجتماعية الطوباوية.
كتب بوبر:
وفقا لبوبر، والفرق بين «الهندسة الاجتماعية البطيئة والتدريجية» و «الهندسة الاجتماعية الطوباوية» هو:

## التخطيط الاجتماعي
التخطيط الاجتماعي هو عملية تغيير اجتماعي مقصود تتضمن الاستخدام الواعي للموارد والامكانيات المادية والبشرية والتكنولوجية لتحقيق هذا التغيير اختيار بدائل العمل. ويعرف بأنه أسلوب تنظيمي يهدف إلى تحقيق التنمية الاقتصادية والاجتماعية خلال فترات زمنية معلومة، وذلك عن طريق حصر إمكانيات المجتمع المادية والبشرية، وتعبة هذه الإمكانيات وتحريكها نحو تحقيق أهداف المجتمع وغاياته في ظل الفلسفة الاجتماعية التي يريد أن ينمو في إطارها.
ويعرف أيضا بأنه التدبير الذي يستهدف تحقيق غرض معين وتعيين الوسائل الكفيلة بتنفيذه. وبهذا المعنى يشمل التخطيط المشروعات العامة. بل أنه يشمل الأفراد في حياتهم الخاصة. وذلك أن الفرد العادي له موارد محدودة. وله في الحياة أهداف ينبغي تحقيقها بالنسبة لمن يعول على فرد من أفراد أسرته.
إن محور اهتمام التخطيط الاجتماعي هو عملية اختيار السياسات ووضع البرامج أو بمعنى آخر أن التخطيط هو صنع قرارات عقلانية عن أهداف المستقبل. كما يعرف التخطيط أيضا بأنه اختيار السياسة ووضع البرامج في ضوء الحقائق والتفسيرات والقيم الممكن تطبيقها. ويركز هذا التعريف على أهمية السياسات التخطيطية باعتبارها موجهات تشكيل القرارات بحيث يمكن أن تحقق أعلى قدر ممكن من الأهداف. كما يعرف ويبر التخطيط أيضا بأنه العملية التي يتم بواسطتها إعداد مجموعة من القرارات للعمل بها في المستقبل والتي توجه لتحقيق الأهداف بأنسب الوسائل.
وبصفه عامة فإن معظم تعريفات التخطيط تفيد إلى أن التخطيط يتضمن:
- اتخاذ قرارات أو اختيارات.
- تحديد أفضل السبل لاستخدام الموارد المتاحة.
- تحقيق أهداف معينة في وقت ما في المستقبل.

## التخطيط يقضي إلى عدد من النتائج المحددة
- أن التخطيط يتضمن أكثر من إعداد وثيقة الخطة بمعنى أن إصدار وثيقة الخطة يحتل أهمية أقل من ضمان تنفيذ هذه الخطة.
- يعد التخطيط عملية مستمرة وليس أمرا يتم بين حين وآخر.
- أهمية دور المخطط وعمله مع آخرين في العملية الكلية للتنمية وفهم السياسيين والاداريين والمجتمع بوجه عام.[9]

## خصائص التخطيط
1. يتميز التخطيط بالنظرة المستقبلية حيث تتحقق الأهداف المرغوبة في تاريخ جديد أو بعد فترة زمنية تطول أو تقصر منذ إعداد الخطة.
2. يتميز التخطيط بأنه عملية متدفقة ومترابطة من الأنشطة التي تبدأ بتحديد الأهداف وإعداد السياسات والاستراتيجيات الموضحة لاتجاهات العمل .
3. يعكس التخطيط منطق النظام وفلسفة الالتزام بالعمل في إطار مرسوم ومحدد.
4. أن معنى التخطيط باعتباره عملية تفكير ومفاضلة واختيار بين البدائل وصولا إلى الهدف، فإن الخطة ذاتها هي ناتج عملية التخطيط، وهي عبارة عن الالتزام بأساليب عمل وإجراءات محددة.[10]

## أهداف التخطيط الاجتماعي
يعتبر التخطيط ذا أهمية كبيرة في جميع المجتمعات اليوم باعتباره الوسيلة لرسم برامج المستقبل على أساس عملية محسوبة أي بعد الدراسة والبحوث والتأكد من قابلية التنفيذ لتحقيق أهداف محددة أو معينة مقدما في حدود الإمكانيات والموارد الطبيعية والبشرية والمادية المتاحة.والتخطيط أسلوب علمي يقدر ويحسب ويتنبأ ويعمل على تكييف وموائمة الوسائل للوصول إلى الأهداف .ولقد أصبح للتخطيط السليم في عالمنا المعاصر أهداف ضرورية لتقدم الدول . وذلك للأسباب الآتيه:
1. التخطيط ينظم البرامج والمشروعات في المجالات المختلفة وينسق بينهما في الأنشطة المتكاملة في اطار تعاوني يوفر الجهد والوقت والتكاليف ويضمن سلامة التنفيذ.
2. يوازن التخطيط بين الموارد والاحتياجات ويعمل علي استخدام الإمكانيات بأقصى طاقتها وعلي أحسن وجه دون أن يترك طاقات معطله أو مجالات للإسراف.
3. يعمل التخطيط علي دقه التنبؤ بالنتائج وما يتخللها من صعوبات يعالجها بالدراسة والفهم علي اسس علميه من التحليل والبحث والتقويم الصحيح.
4. يتيح التخطيط القومى الفرصة لأن تنطلق كل العوامل المعوقه .
5. يحقق التخطيط الأهداف القومية التي رسمتها السياسة العامه للدوله في فترات تتناسب وقدره المجتمع علي تحقيق نتائج التنمية الاقتصاديه والاجتماعيه والتغلب علي الصعوبات والمعوقات .[11]
6. يساعد التخطيط في تنظيم الاستفادة من كل الطاقات البشرية المتاحه للعمل أي تحقيق العمالة الكامله .[12]
7. انه يحمل علي التركيز.[13]

## أسباب الاهتمام بالتخطيط
1. التضخم السكانى والضغوط الاستهلاكيه المتزايده الناشئه من الزيادة المستمره في حجم السكان .
2. تراكم المشكلات الاقتصاديه، وقصور الموارد القومية وتضاؤل حجم المدخرات الوطنية ومن ثم الاستثمارات.
3. تغير مفهوم الدولة وتحولها من وظيفتها التقليديه كسلطه لتنظيم الأمن والعدالة في المجتمع، إلي موجه للعمل القومى في مجالاته المتعدده لتحقيق مجتمع الرفاهية والأمن والأمان.[14]
4. تطور المشروعات الاقتصاديه والاجتماعيه وظهور المشروع كبير الحجم الذي تتوفر له طاقات إداريه وموارد اقتصاديه تمكنه من استخدام الخبراء المتخصصين والأساليب التكنولوجيه المتطوره مما يجعل العمل التخطيطى ممكنا وفعالا.
5. التطور الكبير في تكنولوجيا المعلومات من خلال توفر نظم للمعلومات الإداريه وحسابات الكترونيه تمكن جهات الإدارة المختلفه من الإقدام علي المشروعات التخطيطيه واتخاذها أساسا في عملها من أجل تحقيق الاهداف المحدده.
6. الانفتاح الاقتصادى وما أوجده من منافسه شديده بين الشركات الجديده المتمتعه برصيد كبير من الأموال والخبرات الإداريه والتكنولوجيه.
7. تعامل الدولة وأجهزتها المختلفه مع منظمات ومؤسسات دوليه تلتزم بالتخطيط تفرض علي من يتعامل معها الالتزام به أيضا.[15]

## التخطيط والمستقبل
التخطيط يعنى التدبير لمواجهه المستقبل لتحقيق أهداف مرسومه، وهو يقوم علي عنصرين أساسيين أولهما هوالتنبؤ بالمستقبل والأخر هوالاستعداد لمواجهته 

### العنصر الأول: التنبؤ بالمستقبل
يعتبر التنبؤ جوهر عمليه التخطيط والركيزة الأوليه التي تقوم عليها فالخطة تبدأ بالاعتماد علي التقدير والافتراضات التي نتوقعا ووضع الخطة التي تتحقق في المستقبل، والتخطيط كما يقول دروكر، لا يعنى التحكم الذهنى في المستقبل، لكنه يعنى محاوله الكشف عن التقديرات والاحتمالات والافتراضات التي يتوقع تحقيقها في المستقبل.

### العنصر الثانى: الاستعداد للمستقبل
لا يكفي لقيام التخطيط أن يكون هناك أهداف محدده يراد تحقيقها في المستقبل، وإنما يجب فضلا عن ذلك أن تكون هذه الأهداف قابله للتحقيق أي واقعيه، ويتطلب ذلك أن يكون لدى الدولة الوسائل الكافيه من الإمكانيات البشرية والمادية لتحقيق هذه الأهداف. والتخطيط يفترض فتره زمنيه حتى يمكن تحقيق الأهداف المرسومه، وعلي أي حال فإن الأمر يتوقف علي المدى الزمنى المحدد لانجاز الخطة.فمنها ما يكون طويل الأجل، ومنها ما يكون متوسط الأجل، ومنها ما يكون قصير الأجل .

### تخطيط الخدمات الاجتماعية
إن أكثر استخدام لمصطلح التخطيط للخدمات الاجتماعيه يشير إلي توفير خدمات ذات طبيعه اجتماعيه أكثر منها أقتصاديه، أي الخدمات التي تساهم في رفاهيه السكان أكثر من تنميه الاقتصاد .

#### التخطيط عمليه تنسيقيه
- تترابط مراحلها من خلال تسلسل منطقي.
- يتم في الإطار الشمولي الذي يصيغ العلاقات في هيكل مترابط يشكل وحده يطلق عليها بالنظام.[20]

## مراحل العملية التخطيطيه
هناك خمسه مراحل أساسيه تشملها العملية التخطيطيه في إطار نموذج التخطيط الترشيدى وهي:
- تحليل المشكله وتقدير الحاجات .
- صياغه اطار للسياسة التخطيطيه.[21]
- تصميم الاستراتيجيات البديله.
- اختيار وتنفيذ التدخل .
- الرقابة والتقويم والتغذية العكسيه.[21]

## أنواع التخطيط
من حيث مستوياته أن التخطيط هو وظيفة رئيسية بالإدارة على مختلف المستويات .
1. التخطيط العالمى.
2. التخطيط الدولي.
3. التخطيط القومى.[22]
4. التخطيط الاقليمى: تنميه الاقاليم وتحقيق التوازنوالتنسيق والتكامل بين القطاعات المختلفه يؤدى إلي تحقيق أعلي معدل للتنمية الشامله.[23]
5. التخطيط المحلي.
6. التخطيط على المستوى القطاعى.
7. التخطيط على مستوى الوحدة الإنتاجيه.[23]

### قراءة معمقة
- الأفضل هو أن المال لا يمكن أن يشتري: ما وراء السياسة والفقر والحرب"، جاك فريسكو، 2002.
- بيتر سويرسكي. طوباوية أمريكا والهندسة الاجتماعية في الأدب، الفكر الاجتماعي، والتاريخ السياسي. نيويورك، روتليدج، 2011.
- تشارلز آرثر ويلارد. الليبرالية والأسباب الاجتماعية للمعارف. شيكاغو: مطبعة جامعة شيكاغو، 1992.
- [9] ناعوم تشومسكي 1998.
- رؤية مثل الدولة. جيمس سكوت C.. 1999
- الهندسة الاجتماعية. آدم Podgórecki. عام 1996.